# Heart of Dixie (film)
Heart of Dixie is een Amerikaanse dramafilm uit 1989 geproduceerd door Orion Pictures en geregisseerd door Martin Davidson. De film is een adaptatie van het boek Heartbreak Hotel geschreven door Anne Rivers Siddons.

## Verhaal
In 1957 is Ally Sheedy een studente aan een college in Alabama. Ze is hooghartig, flirt met jongens, gaat naar American football en hoopt de homecoming queen te worden. Op een avond gaat ze naar een concert van Elvis Presley in Tupelo. Daar is ze getuige hoe een zwarte jongen wordt afgeranseld omdat hij een zitplek innam die gereserveerd was voor blanken. Ally is verbouwereerd omwille van de segregatie. Samen met persfotograaf Hoyt Cunningham, die ook getuige was, neemt ze het op voor de zwarten zodat ze meer rechten krijgen. Ze geeft haar leven een andere wending en slaagt in haar opzet om zwarte studenten toe te laten tot haar school.

## Cast
| Acteur               | Personage                    |
| -------------------- | ---------------------------- |
| Ally Sheedy          | Maggie DeLoach               |
| Virginia Madsen      | Delia June Curry             |
| Phoebe Cates         | Aiken Reed                   |
| Treat Williams       | Hoyt Cunningham              |
| Don Michael Paul     | 'Boots' Claibourne           |
| Kyle Secor           | Charles Payton 'Tuck' Tucker |
| Francesca P. Roberts | Keefi                        |
| Peter Berg           | Jenks                        |
| Jenny Robertson      | zuster                       |
| Lisa Zane            | M.A.                         |
| Ashley Gardner       | Jean                         |
| Eddy Kiihnl          | Mitchell                     |
| Richard Bradford     | Claibourne                   |
| Barbara Babcock      | Coralee Claibourne           |
| Hazen Gifford        | Dean Howard                  |
| Michael St. Gerard   | Elvis Presley                |

## Prijs
| Westrijd                     | Categorie         | Ontvanger(s) | Resultaat   | Ref.  |
| ---------------------------- | ----------------- | ------------ | ----------- | ----- |
| Golden Raspberry Awards 1989 | Slechtste actrice | Ally Sheedy  | Genomineerd | [ 2 ] |